# Robert Lippl

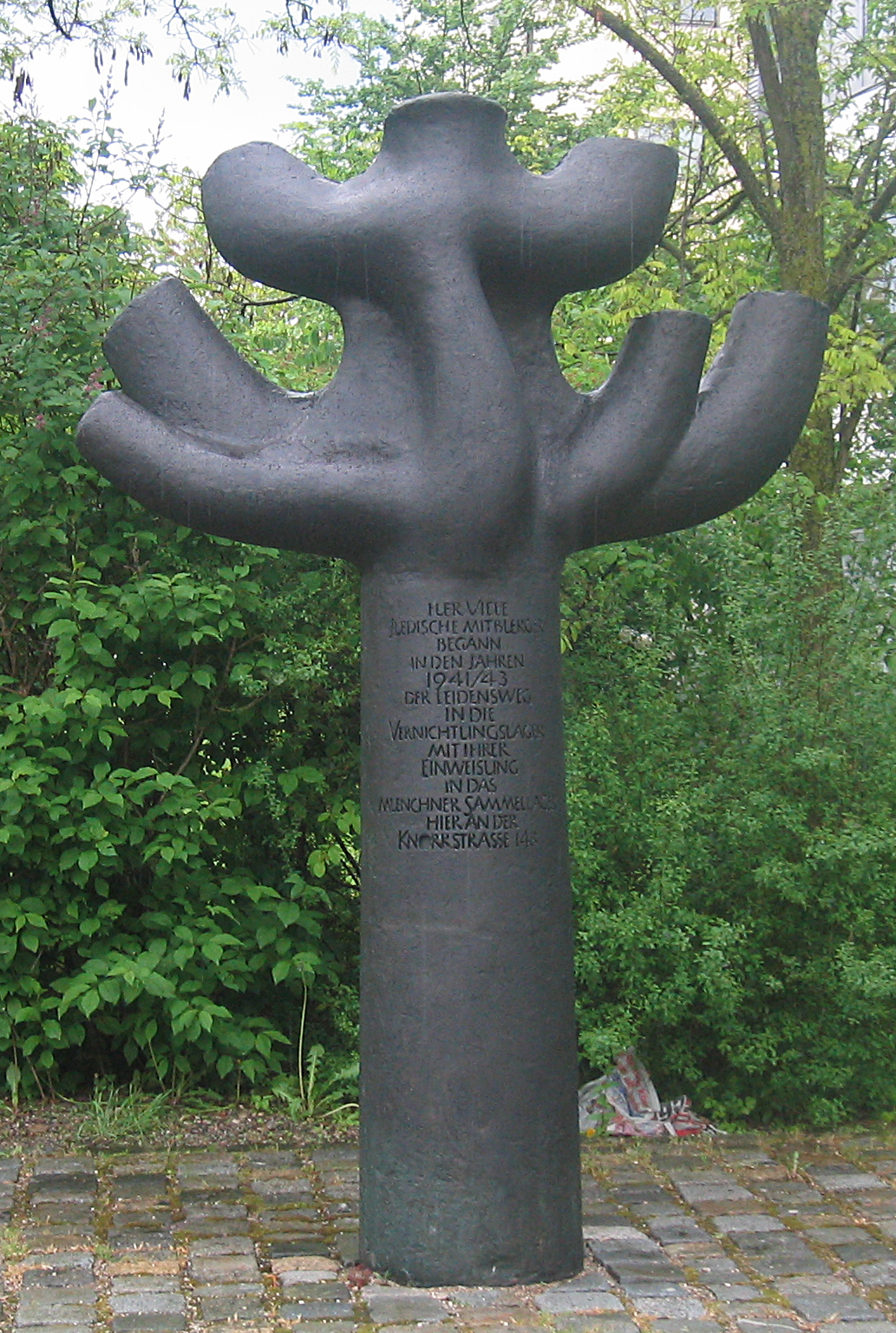
Denkmal am ehemaligen Judenlager Milbertshofen

Louis Robert Lippl (* 7. Dezember 1908 in Brüssel; † 6. Mai 2009 in Fischen am Ammersee) war ein deutscher Architekt, Bildhauer, Maler und Münzgestalter. Robert Lippl war Professor an der Technischen Universität München.

## Werdegang
Lippl studierte Architektur an der Technischen Hochschule, heute Technische Universität, in München und erlernte parallel dazu den Beruf des Maurers. Danach arbeitete er als Architekt, ab 1947 als Bildhauer und Maler. Nachdem er bereits 1947 vertretungsweise ein Semester lang an der Akademie der Bildenden Künste München gelehrt hatte, wurde er 1958 Professor für Grundlehre des Gestaltens an der Fakultät für Architektur der Technischen Universität München, 1966 als Ordinarius. Nach seiner Emeritierung 1974 lebte er in Mitterfischen am Ammersee und war weiter als Maler, Bildhauer und Medailleur tätig.

## Werke
- Ausgestaltung der Alten Aula der Universität Würzburg
- Gestaltung des Eingangs zum Marstall des Stadtschlosses in Fulda
- Triumphkreuz und Bildhauerarbeiten an Altar und Kanzel in der Paul-Gerhardt-Kirche (München), 1956
- Deutsche Gedenkmünze zum 150. Todestag von Johann Gottlieb Fichte, geprägt 1964, ausgegeben 1966
- Deutsche Gedenkmünze zum 100. Jahrestag der Gründung des Deutschen Reichs, 1971
- Medaille „Für vorbildliche Heimatpflege“ des Bayerischen Landesvereins für Heimatpflege, 1977
- Denkmal am ehemaligen Judenlager Milbertshofen, 1982